# 女性医師専門医不正取得事件
女性医師専門医不正取得事件（じょせいいしせんもんいふせいしゅとくじけん）とは、札幌市の40代の女性医師が、学会認定専門医資格の不正取得を繰り返し、日本内科学会など4学会が5つの認定資格を取り消し処分した事件である。

## 不正の概要
2003年 日本内科学会第19回認定内科医資格試験において、受験願書と研修証明書の教育責任者の署名・捺印を偽造し、100円ショップで購入した教授と同姓の印鑑を自ら押印した書類で受験、同資格を取得した。この認定内科医資格は、この後に不正取得された専門医資格の取得に際して、必須資格となっていた。
以降も、2004年日本消化器病学会第14回消化器病専門医試験、2005年日本内科学会 第33回認定内科専門医資格認定試験（こちらは経歴詐称、一部症例（病歴要約）の不正、受験願書の教育責任者の署名・捺印を偽造し、受験に必要な研修履歴や症例をでっち上げた書類に、認定内科医と同じ手口で自ら押印した書類を提出）、2011年日本消化器内視鏡学会 平成23年度専門医認定試験、そして2011年の日本肝臓学会 平成23年度肝臓専門医認定試験において、何れも不正取得した認定内科医証を提出して受験、資格を取得した。
2013年、専門医受験資格の変更緩和が行われた際、同門会の勤務記録から受験資格を満たしていない疑義が判明、日本内科学会が当時の教授及び研修先の病院などに問い合わせたを行った結果、上記の虚偽申告による不正受験・不正資格取得が判明。結果、資格取り消し処分が下された。

## 各学会の処分
- 日本内科学会は 2013年9月13日、認定内科医、総合内科専門医の両資格を取り消し、専門医名簿から削除、認定内科医は3年間、総合内科専門医は永久に再受験を認めない最も重い処分を決定した[1]。また、関連する学会へ処分を通知した。
- 日本消化器病学会は2013年、同医師の消化器病専門医を取り消し、専門医名簿から削除した。
- 日本消化器内視鏡学会は2013年、同医師の消化器内視鏡専門医を取り消した。
- 日本肝臓学会は2013年、同医師の肝臓専門医取り消し、専門医名簿から削除した。

## その他
- 日本肝臓学会は2013年10月、同医師の肝臓専門医取り消し処分を発表し[5]、専門医の取消前[6]と、取消後[7]の、両方の時点における専門医名簿を公開している。
- 2度にわたる他人の印章・署名の偽造は文書偽造罪と考えられ、医師掲示板には倫理欠如への批判、刑事罰を求める投稿も多いが、女医は2013年現在でも医師をしているとする報道がある[2]。
- 医療法に規定される、専門性に関する資格に必要な研修、厳正な試験を受けていない同法違反と考えられる[8]。